# Drumul Castelelor Gotice
Drumul Castelelor Gotice este un traseu turistic automobilistic din Polonia care include 12 castele gotice, cum ar fi Warmia, Mazuria și Cașubia. Sunt printre acestea și castele episcopale, capitolice și teutonice.
Drumul este administrat de către Asociația Municipiilor Castelelor Poloneze Gotice. Drumul este marcat, sunt diverse variante referitor la apariția acestuia.

## Locații pe traseu

### Castelul teuton din Bytow
Castelul în Bytow a fost construit în anii 1398-1405. Inginerul principal sau persoana responsabilă pentru construcții a fost Mikołaj Fellensteyn. În timpul construcției, mare maestru al ordinului era Kondrad von Jungingen, iar rolul de procuror din Bytow îl îndeplinea Jakub von Reinach. Castelul se află pe un deal cu vederea spre oraș. După finisarea sa, a servit în special ca sediu administrativ al ordinului și avea un rol defensiv împotriva atacurilor cavalerilor din Polonia și Lituania.

### Castelul teuton din Malbork
Castelul din Malbork reprezintă o fortăreață în stil gotic cu volumul peste 250 000 m3. Este compusă dintr-un castel mic, un castel mediu și din castelul înalt. Prima denumire care a fost utilizată de către teutoni a fost Marienburg, sau Castelul Mariei. De la 14 septembrie 1309 pînă la 1457 castelul din Malbork a fost sediul marelui maestru a teutonilor, iar orașul Malbork capitala țării ordinului teutonic.

### Castelul teuton din Sztum
Castelul din Sztum a fost construit de către ordinul teutonic în anii 1326-1331, în locul unei fortificații anterioare prusace. A fost construit pe o insulă în mijlocul vechiului Lac Alb. Castelul juca rol de pod apărător pentru castelul din Malbork din partea de Sud. De asemenea a fost  reședința de vară a marelui maestru. Sztumie a rămas în conducerea ordinului până la 6 ianuarie 1468, cînd a fost întrodusă în Regatul Poloniei și pentru mult timp a servit ca reședință pentru gubernatorul polonez. În partea vestică a castelului a fost format un oraș în anul 1416.

### Castelul Capitotului Pomezanski din Kwidzyn
Castelul din Kwidzyn a fost construit în stilul castelelor teutonice. Colțurile sunt accentuate cu turnuri pătrate, cu o excepție: colțul de sud-est, unde este amplasat turnul înalt principal, care în același timp este și clopotnița catedralei. Din partea sudică se află turnul care este legat cu castelul cu două arcade. Construirea castelul a început în 1322, și a fost terminată în a doua jumatate a secolului XIV. Aripa de sud și vest au fost demolate la sfărșitul secolului  XVIII, din acel moment interiorul castelului de mai multe ori a fost reconstruit, conform indicațiilor autorităților, dar între anii 1855-1875, clădirea a fost reconstruită. Astăzi găzduiește un muzeu.

### Castelul Capitotului Warminski din Olsztyn
Castelul a fost locul de reședință a administratorului teritorial din Warmia. Cel mai cunoscut administrator, ce îndeplinea funcția dată în perioada 1516-1521 a fost Nicolas Copernic. Cea mai mare sală de expoziții este fosta sală de banchete din anul 1520. Acum în castel se află Muzeul Warmii și Mazur.
Castelul construit în anii 1346-1353 era constituit dintr-o aripă cu partea nord-vestică ce se deshidea într-o curte dreptunghiulară. Accesul în castel este înconjurat de un inel format din pereți protectori compuși dintr-un pod mobil, din partea Łyny. Aripa din sud-vest a castelului a fost construită în secolul XV. Turnul este din perioada mijlocului secolului al XIV-lea, fiind situat în colțul de vest al șantierului, restaurata lui a fost efectuată în secolul al XVI-lea, dîndu-i o formă rotunjită și o înălțime de 40 m. În același timp, zidurile de aparare ale castelului au fost ridicate la o înălțime de 12 m. A fost completat al doilea rînd de ziduri mici, astfel castelul a devenit un bastion mare și puternic, extins dincolo de oraș, apărând intrările în el. 
Castelul făcea parte din kapituły warmińskiej, care pînă în anul  1454 era proprietatea Ordinul Teutonic. Din acest motiv, a jucat un rol important în timpul războinic polono-teuton. În  anul 1410, după bătălie, Grunwald s-a predat fără luptă polonezilor. În timpul Războiului de treisprezece ani(1454-1466), castelul a trecut din mâină în mâină.Crusaders (Teutoni) au amenințat castelul și orașul încă în 1521, dar tactica de apărare a fost atât de eficientă, încât totul s-a limitat la un asediu fără succes. 
De-a lungul timpului, cele două aripi ale castelului au pierdut scopul lor militar, precum și pentru trai fiind puțin utile. În anul 1758, intrarea în castel s-a mutat din partea orașului și a fost construită o aripă a palatului, în același timp fiind eliminați și o parte din pereți.
În anul 1779 aici s-a aflat Ignacy Krasicki. După aderarea Warmii (1772), castelul s-a aflat sub jurisdicția structurii ce răspundea de controlul moșiilor nobiliare.
În 1845, podul de peste șanț a fost înlocuit de un baraj ce făcea unirea castelului cu orașul. În anii 1901-1911 a fost efectuată reparația generală a castelului, dar au fost distruse fragmente importante ale monumentului. A fost modificat nivelul podelei, iar în mănăstire au fost puse ferestre. În anul 1921 în sălile palatului a fost dechis un muzeu, care și până astăzi funcționează.

### Castelul teutun din Nidzicy
Construcția castelului a început aproximativ în anul 1370, iar în 1409, cu acesta conducea deja procurorul teuton.Cetatea a fost construită din cărămizi de pe o bază de piatră înaltă. Pereții au fost făcuți foarte groși, ce le conferea o rezistență mare la orice atac. Fațadele exterioare sunt decorate cu ferestre mari arcuite în stil gotic. Într-una din sălile din castel, pot fi văzute până acum fresce din secolul XIV-XV.
Partea de mijloc a jucat rolul sălii de banchete, deși cu o frescă deteriorată a Sf. Veronica. Sala a fost situată alături de biroul voievodului. Hambarele și galeriile defensive erau la ultimul etaj al părții de vest a castelului.
Turnurile sunt acoperite cu arcade decorate de acoperișuri plate și ornamente. În beciurile din turnuri pe timpuri a fost închisoare. Deasupra porții era o capelă cu două etaje. În această parte a castelului se află camera pentru oaspeții cu titlu. De asemenea aici a trăit, guvernatorul și capelanul.  Cavalerii și soldați au trăit în aripile laterale ale castelului. În curtea castelului a fost o fântână ce furniza îndestulat oamenilor apă. În colțul de sud-est se prezenta un turn rotund. Scările în spirală ale turnului conduceau spre cabinele de locuit ale aripei de est. Partea din față a castelului era înconjurată de un zid construit în secolul al XVI-lea. Anume aici se aflau grajduri, lucrau meșteșugari și locuiau soldați. Acum, nu mai există fața anterioară a castelului, care a ars în 1784.
Cele mai mari distrugeri pentru castel au fost aduse de soldații francezi, oprindu-se aici pe anumite perioade de timp între anii 1806-1812. De ruinarea totală de către trupele lui Napoleon,  castelul a fost salvat de către consilierul judiciar Ferdinant Tymoteush Gregorovis, care a fost inițiatorul reconstrucției din perioada 1828-1830,  în perioada dată castelul fiind folosit pentru ședințele de judecată asupra locuințelor private. A fost ridicat mai târziu, un monument în cinstea lui, după 17 ani de la reconstrucția castelului. Monumentul se află în parcul castelului. 
Din nefericire, în 1945, în urma bombardamentelor facute de armata rusă, castelul a pierdut o parte din pereți și tavane. Dar repede s-a decis recuperarea acestuia, astfel încît în 1949 castelul a fost reconstruit. Restaurarea completă a monumentului, inclusiv picturile ascunse în capelă, a fost realizată în 1965 și apoi în mod solemn dat în administrare instituțiilor culturale locale și sociale.
Acum castelul este centru urban de afaceri, cultură și divertisment. În el se află: Muzeul Pământului din Nidzicy, cu exponate etnografico-istorice, Centrul de Cultură Nidzicy, Galeria de Artă Hieronima Surpskiego și biblioteca orașului. De asemenea, conține un hotel și restaurant. Complexul este înconjurat de un parc luxuriant, ce datează din secolul XIX.

### Castelul teuton din Ostróda
Construcția castelului au avut loc între anii 1349-1370 sub conducerea comandantului Ostrog Güntera von Hohensteina, care a fost cunoscut ca organizator al construcției castelului din Świecie. În schimb, castelul din Ostróda nu are turnuri, care în secolul al XIV-lea erau o raritate pentru clădirile teutone. În 1381 au existat două clădiri centralizare, vechi și noi, ambele au fost incendiate în acel an de către trupele prințului lituanian Kieystuta.
În cursul pregătirii pentru un nou război cu Polonia, castelul a fost reconstruit în anii 1407-1410 pe locul construcției anterioare, cu scopul de a consolida mai bine clădirea înconjurată de un zid și un șanț. Șanțul era adânc și a fost umplut cu apă. Intrarea în castel a fost pe partea din vest, peste un pod mobil aflat peste șanț, intrarea fiind efectuată prin porți duble.
Partea din față a castelului avea următoarele funcții: meșteșugărie centrală, cu o fabrică de bere, o moară, o forjă. Cu din partea de vest erau grajduri și hambarele. La sfîrșitul secolului al XIV-lea castelul era apărat de artilerie. Erau folosite următoarele unități de artilerie : 1 tun mare, cu  30 ghiulele din piatră, 3 tunuri mici cu 60 ghiulele din piatră  și două tunuri ce trăgeau ghiulele de plumb.
Acest armament a ajutat teutonilor în bătălia de la Grunwald. Sub castel se află pivnițe extinse, care au fost folosite ca depozite și arsenal. La primul etaj erau camere pentru călugări, cantina, sala mare a cavalerilor. 
Din descrierile păstrate din a doua jumătate a secolului XVII este bine cunoscut faptul că aici au existat, de asemenea zona de gestionare, ce constituiau încăperi cu praf de pușcă și depozitul de sare, precum și sala de judecată care era mai sus de poarta principală. Într-o altă mărturie documentală (1780) se relevă faptul că castelul a avut trei etaje și trei aripi principale. La aripa de sud a fost adaugat un turn cu scară sub formă de spirală.
În timpul marelui incendiu din 1788, turnul și aripa de est au fost grav avariate, din acest motiv au fost demontate, existând riscul de a se prăbuși. În timpul incendiului au fost distruse clădiri importante din jurul castelului, astfel ca de atunci s-a schimbat și funcția sa. La clădirea gotică care a supraviețuit, a fost refinalizatp și s-a mai adăugat un etaj.
În interiorul castelului a fost și o curte, iar în jurul castelului, în apropierea zidurilor, galerii de lemn acoperite cu șindrilă.Tavanul și căpriorii acoperișului s-au făcut din lemn. În timpul celui de-al doilea război mondial, castelul a fost din nou incendiat. Reconstrucția a fost lansată în 1974.
În prezent, acesta este un centru de cultură, galerie, bibliotecă și muzeu.

### Castelul episcopiei din Warmia în Lidzbark Warmiński
Castelul din Lidzbark este unul din cele mai prețioase monumente ale arhitecturii gotice nu doar din Polonia. Construcția castelului începută în a doua jumătate a secolului XIV a fost realizată de episcopii Hermann von Prag și Henryk Sorbom. În timpul episcopiei lui Sobrom curtea castelului a fost înconjurată de o manăstire cu 2 etaje. castelul a fost construit în formă de pătrat cu dimensiunile 48,5х48,5 m. Castelul este edificat în locul unirii a două rîuri: Łyny și Symsarny, de asemenea era protejat din partea de est și de sud de un zid și șanț. În partea de sud  se află camerele. Intrarea în castel din partea orașului se efectua prin poarta Bramę Młyńską de pe pod, în apropiere se situa o moara de apă. Camerele de castel au fost separate doar de un șanț uscat.
În colțul de sud-est a castelului se afla un turn înalt, iar în restul colțurilor erau mici turnuri pe console. Aceste turnuri au fost construite după incendiul din 1422, fasada finală a fost dobândită în timpul episcopului Watzenrode.
În castel a mai existat și un subsol, care a fost folosit pentru a stoca produsele alimentare, în închisoare au fost amplasate cuptoare folosite pentru încălzirea castelului cu aer cald. În prezent, o parte din beciuri sub aripa de est a castelului sunt folosite ca săli de expoziție, prezentând elemente de arhitectură și arme cu insignele episcopilor.
La parterul castelului se aflau: în  aripa de vest bucătăria, brutăria, în cea de nord fabrica de bere, în cea de est depozite alimentare,iar în cea de sud arme și școala pentru băieți prusaci.
Arhitectura castelului a fost ajustată în 1673 prin construcția în apropierea aripei de sud a castelului mijlociu de către episcopul de Varmia, Wydżgę. Acest castel a fost utilizat de către 8 episcopi. Mai apoi a fost demolat în 1839-1840, rămânând doar conturul temeliei aripei de sud. În curtea castelului în centru este un monument în stil baroc al Sf. Ekaterina din anul 1756, fondat de episcopul Grabowski. În a doua jumătate a secolului XIX, restaurarea castelului a fost efectuată de către Ferdinand von Quast.

### Castelul teuton din Kętrzyn
Lucrările de construcție ale castelului au început cam în aceași perioadă, ca și construcția Bisericii Sf. Jerzy .Castelul este situat la sud-estul orașului, protejat din partea de vest de un zid cu poartă. Aripile castelului din partea mănăstirii a fost înconjurat de o galerie de lemn.
Partea principală a castelului a fost aripa de nord. Alte aripi îndeplineau funcții economice. În secolul al XIV-lea castelul a fost înconjurat de ziduri și de porți de intrare din partea orașului. Warownia nu a avut turnuri, element tipic pentru castelurile teutone. Pe râul Guber a fost format un lac (secat în 1910) ce cuprindea castelul in partea de nord.
Din partea de est castelul era protejat de un șanț, prin care apa curgea din lacul situat la nord de oraș. Castelul în secolul al XVII-lea a fost reconstruit de mai multe ori. În 1945, a fost distrus în urma unui incendiu. În anii 1962-1967 zidurile castelului au fost reconstruite după schemele arhitecturale supraviețuite  din secolul XIX. Interiorul castelului este modern și adaptat la cerințele Muzeului și Bibliotecii ce se află acolo. Organizatorul Muzeului în Kętrzyn a fost Zofia Licharewa.

### Castelul teuton din Ryn
Castelul a fost construit la sfârșitul secolului al XIV-lea. Construcția s-a realizat în două etape - prima a durat până în 1376. În cea de-a doua etapă, care a durat din 1377, au fost construite de-a lungul perimetrului curții, pereți într-o formă dreptunghiulară, cu dimensiunile de 44x52m. În colțul de vest a fost construit un turn pătrat .
Castelul a fost construit drept loc de reședință pentru comandantul provinciei Brandenburg. În 1393 Ryn a devenit capitala provinciei  (în loc de Barcian), în ciuda faptului că pe atunci castelul nu avea nici un etaj. Primul comandant al provinciei Ryn a fost Frederic von Wallenrod. El a servit ca inspirație pentru Adam Mickiewicz pentru poemul ”Konrad Wallenrod”.
Ryn a fost reședința comandantui de provincie pînă în 1422, iar apoi pentru următorii 46 de ani a devenit locul de reședință al judecătorului. După semnarea celui de-al doilea tratat de pace de la Toruń, în 1468 Ryn a devenit din nou reședința comandantui de provincie. În a doua jumătate a secolului al XV-lea castelul a cedat asediului prusac. Supraviețuitorii au reușit să fugă, însă o parte din aceștia s-au înecat în mlaștinile din apropiere.
În proprietatea teutonică castelul a fost returnat în mai puțin de un an. După secularizarea Ordinul teutonic, zona pe care se afla castelul a devenit parte din Regatul Poloniei. În acest sens, în anul 1525, în castel s-a situat administrația poloneză. După acest eveniment, castelul a fost extins. A fost construit un turn rotund și aripa de sud ce avea porți de intrare. În 1657 au năvălit  tătarii hatmanului Gosiewski, care au ars castelul.
În anul 1752 castelul a încetat să mai fie reședință de administrare și a devenit proprietate privată. În 1794 a fost pus la licitație. În 1853, castelul a fost cumpărat de regentul Gąbinie și prefăcut în închisoare. În 1881 a fost din nou un incendiu, după care a început o nouă reconstrucție. Restaurarea a durat până în 1911.
Între 1939-1945, germanii au organizat o închisoare pentru muncitori prizonieri polonezi. În 1942 el a devenit lagăr pentru belgieni, cehi, francezi și norvegieni. După 1945, castelul a devenit locul de reședință al administrației locale, aici fiind amplasate casa de cultură, biblioteci și muzee, care au fost acolo pînă în 2000.

### Castelul teuton din Gniew
Este un castel teuton în formă de un patrulater. Construit la finele secolului XIII și în a doua jumatate a secolului XIV, a fost unul din cele mai puternice cetăți teutnice  de pe malul stâng al Vistulei, fiind sediul comandantului provinciei. În timpuri nefaste, și-a schimbat în mod repetat funcția, fiind folosit ca un hambar (pentru acest scop a fost reconstruit în secolul XVIII), la fel fiind folosit și ca închisoare. Reconstruit fiind  în a doua jumătate a secolului XIX-lea, tot atunci turnul din aripa de est a fost demontat. Castelul a ars într-un incendiu din 1921. Reconstrucția castelului a fost începută în anii 1968-1974, iar sponsorizarea a venit din partea firmei "FAMA". A doua etapă de reconstrucție a început în 1992, odată cu inițiativa autorităților orașenești și municipale. Astăzi, castelul are o activitate bogată - aici au loc întreceri de cavaleri, se organizează expoziții ale artei fierăritului și alte evenimente cultural-istorice.

### Castelul teuton din Nowem pe Wisla
Castelul a fost construit în prima jumătate a secolului  XIV de către Ordinul Teutonic în locul castelului Pomeranian. Aripa de est este principală, iar cea de nord auxiliară, completată de ziduri și turnuri. Înainte de 1465, castelul ce era locul de reședință al administrației a fost puternic devastat în timpul războaielor suedeze. După prima separare, castelul a fost în mare parte distrus, fiind conservată numai aripa principală, care a devenit o biserică protestantă. Apoi castelul a servit drept depozit și stație de pompieri. La sfârșitul anilor 70, castelul a început sa fie reconstruit și adaptat pentru a expoziții culturale, fiind finalizat în 1992.